# Batteria piombo-acido

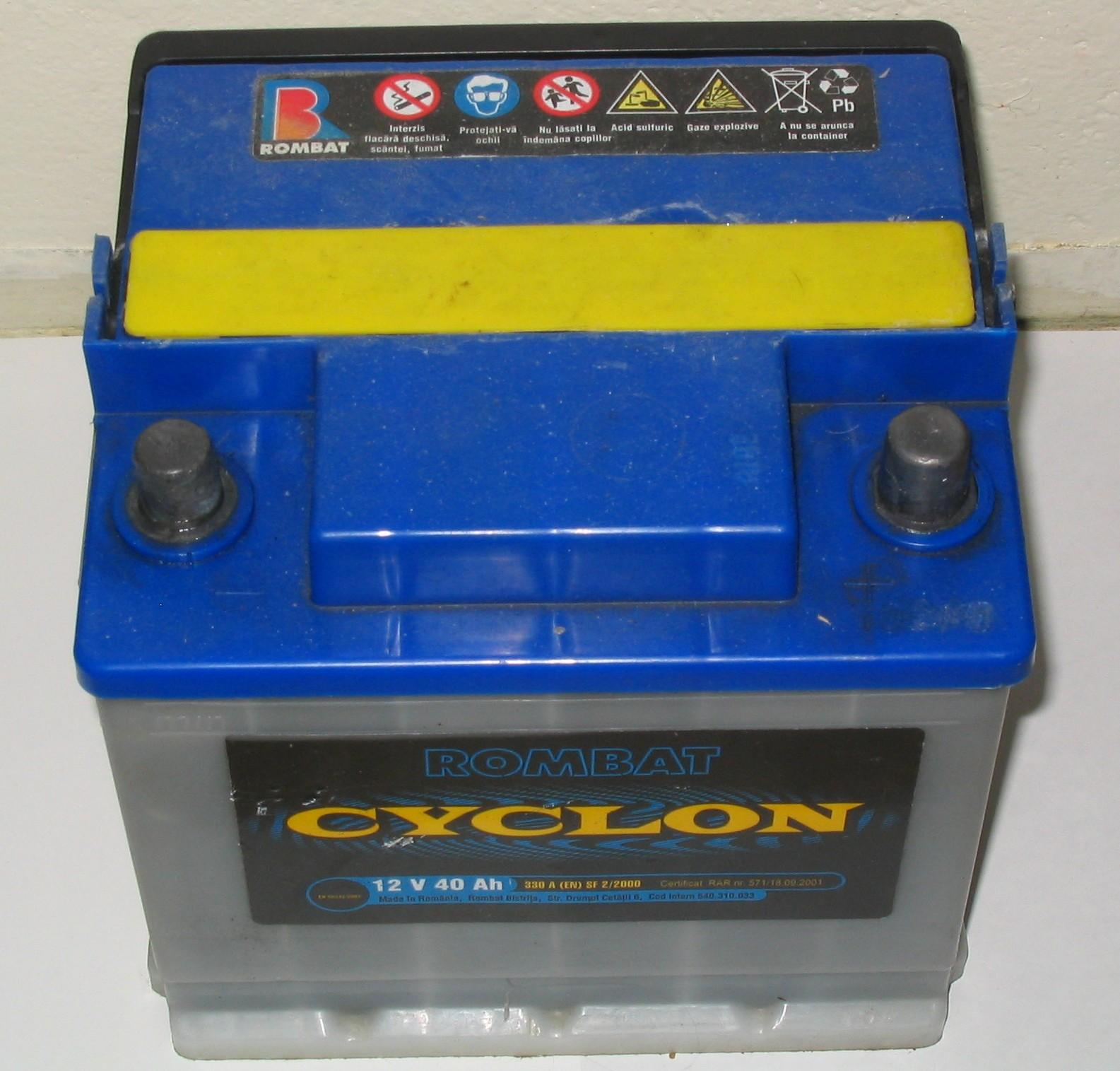
Una batteria piombo-acido di un'automobile

L'accumulatore al piombo-acido (noto impropriamente anche come batteria al piombo-acido o batteria al piombo) fu concepito nel 1859 dal fisico francese Gaston Planté ed è il tipo più vecchio di batteria ricaricabile (o accumulatore, per definizione), molto usata su automobili, moto e altri veicoli a motore principalmente per consentire l'avviamento del motore termico ed alimentare tutte le utenze elettriche di bordo.
Il perdurare del suo successo è dovuto non tanto alle sue capacità ma al costo molto basso dei materiali di cui è composta, piombo e acido solforico. Inizialmente l'utilità come accumulatore non fu subito ben recepita, soprattutto in virtù del fatto che, non esistendo metodi di produzione non chimica dell'elettricità, avrebbe potuto essere ricaricato solamente da altre pile, per cui veniva usato solo come fonte di elettricità (perlopiù utilizzata per il telegrafo) tramite creazione fisica della pila (lastre di piombo immerse in acido solforico) e smaltimento del risultante solfato di piombo una volta esaurita la carica, senza possibilità di inversione della reazione; tuttavia lo stato delle cose cambiò radicalmente con l'invenzione della dinamo nel 1869, che ne permise anche la ricarica.
Nel settore del trasporto terrestre, lo standard ha imposto una configurazione di 6 celle disposte in serie, in grado di fornire una differenza di potenziale o forza elettromotrice totale, a piena carica, di 12,30-12,90 V a circuito aperto (2,05-2,15 V per la singola cella) e di circa 12 V quando è in funzione (2 V per la singola cella), a una temperatura di riferimento di 25 °C.

## Elettrochimica
Un accumulatore da 12 V è formato da sei celle connesse in serie. Nello stato di carica ogni cella contiene un anodo di piombo spugnoso (Pb) e un catodo di diossido di piombo (PbO2) in una soluzione elettrolitica acquosa contenente acido solforico (H2SO4) ad una concentrazione 33-38% v/v e densità, a 25 °C, pari a 1.27~1.28 Kg/Lt).
Per comprendere la chimica della batteria piombo-acido occorre considerare proprio la dissociazione di H2SO4 (acido biprotico) in ioni HSO4− e H3O+ (prima dissociazione completa con Ka1 >> 1) e in ioni SO42− e H3O+ (seconda dissociazione parziale con Ka2 = 1 10−2) che si verifica nella soluzione elettrolita. L'applicazione della legge di azione di massa considerando le due costanti Ka1 e Ka2 porta a calcolare le concentrazioni molari dei vari ioni all'equilibrio:
[HSO4−] = 4,5 M, [H3O+] = 4,5 M; [SO42−] = 1 10−2 M
All'anodo avviene la semireazione di ossidazione:
Pb → Pb2+ + 2e−
La presenza dello ione SO42− a una concentrazione molare di 1 10−2 M fa precipitare lo ione Pb2+ che si sviluppa, essendo il solfato di piombo (PbSO4) un sale insolubile. Inoltre la presenza di un'alta concentrazione dello ione HSO4− (4,5 M) permette allo ione SO42− di rigenerarsi dopo la precipitazione, mantenendo una concentrazione molare costante di 1 10−2 M. Dal prodotto di solubilità (KPS) di PbSO4 (1,8 10−8) è possibile calcolare la concentrazione molare dello ione Pb2+ durante il funzionamento della batteria:
KPS = 1,8 10−8 = [Pb2+] [SO42−]
da cui [Pb2+] = 1,8 10−6 M durante il funzionamento della batteria.
L'applicazione dell'equazione di Nernst alla coppia redox dell'anodo (Pb2+/Pb) porta a determinare il suo potenziale di riduzione (E), equivalente a −0,36 V (E° = −0,13, E = −0,36 V).
Al catodo avviene la semireazione di riduzione:
PbO2 + 4H+ + 2e− → Pb2+ + 2H2O
Anche in questo caso la presenza dello ione SO42− fa precipitare lo ione Pb2+ che si sviluppa, come abbiamo visto per l'anodo: [Pb2+] = 1,8 10−6 M durante il funzionamento della batteria.
L'applicazione dell'equazione di Nernst alla coppia redox del catodo (PbO2/Pb2+) porta a determinare il suo potenziale di riduzione (E), equivalente a 1,690 V (E° = 1,455 V, E = 1,690 V).
La differenza di potenziale o forza elettromotrice tra catodo e l'anodo (∆E) in queste condizioni (batteria carica ma funzionante) è quindi di 2,05 V, corrispondente a 12.30 V considerando tutte e sei le celle in serie.
L'acido solforico, in quanto acido forte, permette al potenziale E° del catodo (coppia PbO2/Pb2+) di essere superiore di 0,82 V rispetto a quello che si avrebbe in sua assenza (soluzione neutra a pH 7). In particolare, in quanto acido solforico presente a una concentrazione 4,5 M, permette al potenziale di elettrodo non standard (E) di essere superiore a quello standard (E°) di ulteriori 0,26 V, grazie all'abbassamento della concentrazione molare dello ione Pb2+ a opera dello ione SO42− presente in soluzione. Permette altresì al potenziale E dell'anodo (coppia Pb2+/Pb) di essere inferiore di 0,17 V rispetto ad E°, sempre grazie all'abbassamento della concentrazione dello ione Pb2+. Permette infine di tenere la concentrazione dello ione Pb2+ non solo bassa, ma anche costante, permettendo alla batteria funzionante di avere un ∆E elevato e costante (2,0 V).
I produttori di batterie non utilizzano solo piombo per le piastre ma aggiungono altri elementi come l'antimonio e il calcio, questi elementi servono a far diminuire i fenomeni negativi più comuni nelle batterie come l'autoscarica, la vita nei cicli carica/scarica o la tendenza alla solfatazione.
Una cella si considera convenzionalmente scarica quando ai suoi capi c'è una tensione inferiore a 1,75 V/cella (10.50 V/batt., a 25 °C ed almeno dopo circa 10 min di riposo) e totalmente carica quando la medesima è di 2,15 V/cella (12.90 V/batt., a 25 °C e dopo 24 h dalla carica).

## Caratteristiche
La tensione è la differenza di potenziale che si ha nella serie degli elementi (tipicamente 6 V e 12 V per batterie rispettivamente a 3 o 6 elementi), la capacità si esprime come la quantità di Ampere-ora Ah che la batteria può fornire (una batteria da 80 Ah che ha tasso di scarica C10, potrà fornire 80/10=8 A per 10 ore), la scarica è fatta in un lasso di tempo che varia tra 28800 e 36000 secondi e solitamente è indicata dal costruttore. Secondo il manuale tecnico delle batterie Fiamm la massima corrente erogabile è tipicamente 6 volte la capacità dell'accumulatore, quindi un accumulatore, ad esempio, da 50 Ah può erogare una corrente massima di 300 A (scarica dell'accumulatore in meno di 10 minuti). Invece nel caso di bassissime correnti erogate, a causa dell'inevitabile processo di autoscarica sempre presente (anche se in misura minima), la scarica non può protrarsi per più di qualche giorno (5 o 10), poiché altrimenti sarebbe l'autoscarica stessa a divenire fonte importante di consumo.
La corrente di spunto in una batteria è la massima corrente di picco, fornibile per un tempo breve, necessario per avviare un motore. Per una normale batteria da avviamento da 50 Ah la corrente di spunto è 450 A
Per avere una batteria efficiente, e che duri nel tempo, è necessario ricaricarla regolarmente con una corrente pari a 1/10 della sua capacità massima: contrariamente a quanto si pensa, la ricarica degli accumulatori al piombo è un processo piuttosto lungo e che deve seguire un certo numero di passaggi qualora si desideri ottenere la massima capacità prevista, con un basso tasso di autoscarica e vite operative piuttosto lunghe (anche di 10~12 anni).
Infatti per evitare che lentamente possano verificarsi persistenti fenomeni di graduale solfatazione (implicito nell'uso dell'accumulatore, per il suo funzionamento), è fondamentale il controllo del livello del liquido nelle celle e della sua densità a batteria carica e fornire correnti di ricarica secondo cicli IUIa (in accordo alle norme DIN 41773): questo perché gli attuali accumulatori, specialmente per autotrazione caratterizzati da elevate correnti di spunto e capacità ragguardevoli se paragonate a quelle di 20-30 anni fa, possiedono piastre molto sottili e delicate e che richiedono quindi particolari cautele durante il processo di ricarica per raggiungere tempi di vita lunghi.
Infine una nota conclusiva: gli accumulatori al piombo non amano rimanere scarichi e/o parzialmente carichi; devono sempre essere carichi al 100% ed essere ricaricati (meglio se con correnti modeste/moderate e per lungo tempo) il prima possibile dopo l'utilizzo, una volta attivati con l'elettrolita.
Questa è una loro caratteristica fisico chimica che non può essere variata.

## Vantaggi e svantaggi
Le tipologie di guasti più comuni cui sono soggette le batterie al piombo, se non sono ben tenute ed impiegate entro i limiti prescritti dalle case costruttrici, sono: corto circuito interni, la solfatazione delle piastre/celle e le perdite di acido, anche se quest'ultimo tipo di danneggiamento è un evento raro, vista l'affidabilità degli attuali involucri di plastica.
Il corto circuito si verifica quando in un elemento vengono a toccarsi due piastre di polarità opposta a causa della rottura del separatore per azione meccanica (urti, vibrazioni) o per l'accumularsi sul fondo della cella di materia attiva (tipicamente PbO2 nelle piastre positive) sfuggita dagli alveoli accidentalmente rotti, anche per solfatazione o prolungata corrosione dell'acido in elevata concentrazione.
Inoltre anche eccessive e prolungate correnti di carica possono surriscaldare le piastre e, addirittura, deformarle per dilatazione termica nei casi più gravi.
La solfatazione delle piastre/celle, invece, è un processo chimico naturale che si verifica tutte le volte che un accumulatore al piombo acido viene scaricato per fornire energia elettrica ad un utilizzatore esterno o è lasciato per lungo tempo inattivo, nel qual caso i processi di autoscarica/dispersioni interni (sempre presenti) riducono l'energia disponibile inizialmente presente nell'accumulatore.
In questi casi la densità dell'elettrolita presente, costituito da acido solforico (H2SO4), si abbassa dall'iniziale valore (a 25 °C) di circa 1270 ~ 1280 kg/m³ (batteria carica al 100%), a livelli tanto più prossimi a quelli dell'acqua pura (1000 kg/m³), quanto più basso è il valore della carica residua presente nello accumulatore (o più alto è il tasso di scarica): di fatto un valore di soglia minimo consigliato, per brevissimi periodi, è di circa 1100 kg/m³, pari ad una carica residua di appena il 20% del valore nominale.
Se il processo di solfatazione avviene creando dei finissimi cristalli bianchi di solfato di piombo (PbSO4) uniformemente dispersi sulle piastre positive e negative, siamo in presenza di un accumulatore che ha subito una parziale scarica e/o che tale condizione perdura da poco tempo.
Viceversa se il processo di scarica è molto profondo e/o perdura da molto più tempo (caso di accumulatori lasciati scarichi) e le ricariche sono parziali, i cristalli di solfato di piombo (poco solubili in acqua) si accrescono continuamente in dimensioni e possono anche staccarsi dalle piastre: in tal caso si dice che l'accumulatore è pesantemente solfatato, poiché è molto difficile riottenere acido liquido tramite un normale processo di ricarica (il materiale caduto sul fondo della cella non può più partecipare ai processi elettrolitici, poiché non attraversato dalla corrente di carica/scarica).
Inoltre le piastre sono molto porose (spugnose) e delicate, specialmente quelle positive (composte da PbO2), possono subire una riduzione della superficie attiva utile, poiché l'accrescimento dei cristalli di PbSO4 in genere porta ad una deformazione permanente/danneggiamento meccanico delle stesse e, pertanto, ad una permanente riduzione della capacità effettiva della batteria: nella pratica, infatti, le piastre positive sono quelle che decretano la "morte" dell'accumulatore.
Conseguentemente l'accumulatore mantiene male la carica, aumenta la sua resistenza interna (i cristalli bianchi di PbSO4 accresciuti sono pessimi conduttori di carica elettrica ed anche la ridotta densità dell'elettrolita contribuirà a peggiorare la situazione) e le correnti di spunto fornite si riducono consequenzialmente, così come la sua capacità: in pratica lentamente la batteria si "spegne", ovvero cesserà di funzionare nel momento che qualche sua cella avrà una o più piastre in cortocircuito/perdita di materia attiva causata dalle deformazioni suddette.
La sua capacità di fornire un'elevata potenza istantanea all'accensione la rende piuttosto potente. Questa caratteristica, insieme al suo costo basso, la rende conveniente per l'uso nei veicoli a motore per alimentare il motorino d'avviamento per un tempo di pochi secondi. Quando la batteria è nella fase di scarica, si deposita solfato di piombo sulle piastre in forma cristallina, proseguendo ulteriormente nel processo, aumenterà la quantità di solfato fino a diventare uno strato biancastro di ‘solfato bianco di piombo. Scaricandola completamente, si interrompe l'attività elettrochimica della batteria stessa, che potrà e dovrà essere ricaricata solo ad un livello molto inferiore alla sua capacità nominale. Se lasciata in queste condizioni per molto tempo, il solfato che si formerà impedirà la ricarica della batteria stessa, rendendola inutilizzabile; pertanto in caso di prolungata inattività dell'accumulatore, è necessario procedere alla sua ricarica almeno una volta al mese (la frequenza delle ricariche è strettamente legata alla temperatura d'immagazzinamento, infatti i processi di autoscarica aumentano all'aumentare della temperatura).
Inoltre anche scariche parziali, ma prolungate e ripetute nel tempo, senza una successiva fase di ricarica, danno origine allo stesso fenomeno, anche se più lentamente e con esiti meno evidenti. Altra causa di guasto per una batteria è il livello troppo basso dell'elettrolita che deve sempre coprire le piastre: questo avviene per l'evaporazione dell'acqua per riformare l'acido in seguito alla reazione chimica in fase di ricarica. Se le piastre rimangono scoperte nella parte superiore si ossidano a causa dell'ossigeno dell'aria, la parte inferiore invece è in un liquido molto più acido rendendone possibile il loro sfaldamento che determina una caduta, sul fondo della batteria, di materiale conduttivo che può arrivare a cortocircuitare l'elemento stesso della batteria rendendolo inutilizzabile o nei casi peggiori causare la fusione del medesimo. Per il rabbocco bisogna utilizzare solo acqua distillata, senza mai aggiungere acido.
Il rapporto energia/peso ed energia/volume sono piuttosto bassi, anche se negli ultimi decenni sono stati migliorati alquanto principalmente ricorrendo ad un consistente aumento della superficie attiva delle piastre (utilizzo di processi di sinterizzazione della materia attiva e riduzione dello spessore delle piastre e dei separatori), svantaggio comunque superabile considerando che i veicoli a motore hanno sufficiente spazio per alloggiarle ed il costo di tali accumulatori è tra i più bassi in assoluto (grazie all'utilizzo di materie prime estremamente economiche). Inoltre non è da trascurare il fatto che negli attuali impianti industriali di produzione di questa tipologia di accumulatori il piombo, l'acido solforico e le plastiche degli involucri vengono praticamente riciclati per oltre il 90-95% e che le contenute temperature per la lavorazione/raffinazione del piombo dai contaminanti concorre nella riduzione delle emissioni di anidride carbonica rispetto ad altre tipologie di batterie ottenute con materiali più pregiati e rari.
Nello stato di batteria scarica i due elettrodi di PbO2 (polo positivo) e Pb (polo negativo) sono completamente trasformati in solfato di piombo (PbSO4) con conseguente forte diluizione dell'elettrolita che, al limite, può divenire solo acqua ~ pura per batteria al 100% scarica: la temperatura di congelamento dell'acido contenuto è di circa −60 °C con densità di 1.270-1.280 kg/dm³ (intorno al 36-37% in peso di acido) per una batteria completamente carica (100%). Nel caso la batteria sia parzialmente o, totalmente scarica la concentrazione dell'acido solforico diminuisce e provoca l'abbassamento crioscopico dell'acqua la temperatura di congelamento sale rapidamente fino a circa −7 °C per una densità dell'elettrolita di 1100 kg/m³ (14.7% in peso di acido), cui compete una capacità residua dell'accumulatore del ~ 20% (nel caso di completa scarica, la temperatura di congelamento sale a 0 °C, avendo sola acqua).

La maggior parte delle batterie piombo-acido con elettrolita liquido di grossa capacità hanno celle non sigillate. Questo permette ad idrogeno ed ossigeno di uscire dalla batteria in forma di miscela gassosa esplosiva rendendo necessarie adeguate cautele per limitarne il pericolo nell'ambiente di ricarica. Tali gas vengono sviluppati dall'elettrolisi di H2O dell'elettrolita liquido in caso di sovraccarica eccessiva della batteria. L'elettrolita acido è inoltre irritante e corrosivo per pelle e vestiti.